# MOTOMAGX
MOTOMAGXは米モトローラが開発した、Linuxベースの携帯電話用次世代プラットフォームである。S60やUIQ、iOSのようにSDKが提供されており個人でネイティブアプリケーションの開発が可能である。「ウィジェット」機能もついている。2008年5月現在、MOTOMAGXを採用している携帯電話は「Motorola ROKR Z6」と「Motorola RAZR² V8」の二つである。モトローラではSymbian OS / UIQや独自OSなどを採用してきたが、今後提供される端末の6割をLinuxベースのOSにしていく予定である。